# Tre leggi della robotica
Nella fantascienza, le Tre leggi della robotica sono un insieme di precetti scritti da Isaac Asimov, ai quali obbediscono tutti i robot positronici (ossia robot dotati di un cervello positronico) che compaiono nei suoi racconti e in molti racconti di altri autori. Il testo italiano delle leggi ha subito alcune variazioni nelle varie traduzioni, questa è la versione originale:
1. A robot may not injure a human being or, through inaction, allow a human being to come to harm.
2. A robot must obey any orders given to it by human beings, except where such orders would conflict with the First Law.
3. A robot must protect its own existence as long as such protection does not conflict with the First or Second Law.»

1. Un robot non può recare danno a un essere umano né può permettere che, a causa del suo mancato intervento, un essere umano riceva danno.
2. Un robot deve obbedire agli ordini impartiti dagli esseri umani, purché tali ordini non vadano in contrasto alla Prima Legge.
3. Un robot deve proteggere la propria esistenza, purché la salvaguardia di essa non contrasti con la Prima o con la Seconda Legge.»

(Manuale di Robotica, 56ª Edizione - 2058 d.C.)

## L'idea
Le Leggi nacquero agli inizi degli anni quaranta, dalla mente di Asimov, grazie a fruttuose discussioni sulle sue storie robotiche con John W. Campbell, amico nonché curatore di Astounding Science Fiction. Asimov era dell'idea che, se una macchina era progettata bene, non poteva presentare alcun rischio, e se ovviamente non era utilizzata impropriamente. Egli implementò queste leggi nei suoi robot rispettando la necessità di sicurezza (la Prima Legge), servizio (la Seconda Legge) e autoconservazione (la Terza Legge) di questi "utensili" sofisticati.
Anche se Asimov fissa una data di creazione delle leggi, la loro comparsa nelle sue opere avvenne in un lungo periodo di tempo. Egli scrisse due storie senza elencare le Tre Leggi (Robbie ed Essere razionale); Asimov assunse, comunque, che i robot avrebbero avuto una certa salvaguardia inerente. Bugiardo!, la terza storia di robot di Asimov, menziona per la prima volta la Prima Legge (e il personaggio di Susan Calvin), ma non le altre. Le Tre Leggi apparvero tutte esplicitamente in Circolo vizioso. Quando queste ed altre storie vennero raccolte assieme, nell'antologia Io, robot, il racconto Essere razionale venne aggiornato per comprendere le Tre Leggi.
Con la loro creazione, le leggi della robotica si dimostrarono talmente popolari e sensate che ben presto altri scrittori cominciarono a usarle, senza però mai citarle, in quanto solo Asimov stesso poteva. Dopo la loro invenzione, le storie dei robot come "distruttori del loro creatore" cessarono quasi di esistere.
Anche se inizialmente le leggi erano semplicemente delle salvaguardie attentamente ingegnerizzate, nelle storie successive Asimov dichiara che occorrerebbe un investimento significativo nella ricerca per creare dei robot intelligenti che siano privi di queste leggi, perché esse sono una parte inalienabile della fondazione matematica che sottende al funzionamento del cervello positronico.
Generalmente nelle storie scritte da Asimov non vengono esaltate le Tre Leggi della robotica. Al contrario, la maggior parte di esse ha come spunto il mostrarne falle e malintesi, derivanti da impulsi errati. Fanno però eccezione alcuni racconti come Sally, Se saremo uniti, Il segregazionista, Che tu te ne prenda cura e Natale senza Rodney, dove le leggi della robotica non vengono rispettate.

## Aberrazioni ed evoluzione delle leggi
In un racconto di Asimov (Il robot scomparso) diversi robot NS-2 (Nestor) vennero creati con solo parte della Prima Legge, con questa formulazione:
1. Un robot non può recare danno a un essere umano.
Questo permetteva ai robot di lavorare a fianco degli esseri umani anche quando questi erano sottoposti a piccole dosi di radiazioni: non pericolose, ma comunque "danno" secondo la Prima Legge. La formulazione originaria della Prima Legge obbligava quindi i robot a intervenire, ma essendo questi più vulnerabili degli esseri umani alle radiazioni, invariabilmente si danneggiavano. Nel tipico stile di Asimov, questa modifica portò a vari problemi sulla cui soluzione si basa la trama del racconto.
I "Solariani" infine crearono dei robot con le normali Tre Leggi, ma con un concetto distorto di "essere umano". Similarmente a un racconto breve in cui i robot erano in grado di arrecare danno agli alieni, i Solariani dissero ai robot che solo le persone che parlavano solariano erano umani. In questo modo, i loro robot non avevano alcun problema a recar danno a esseri umani non Solariani (e in effetti, avevano ordini specifici al riguardo).
Il problema dei robot che si considerano umani è stato alluso molte volte. Robot antropomorfi resero il problema più evidente. Esempi si possono trovare nel romanzo I robot dell'alba e nei racconti brevi La prova e L'uomo bicentenario.
Dopo un omicidio su Solaria, in Il sole nudo, Elijah Baley sostenne che le leggi erano state deliberatamente travisate, poiché i robot potevano infrangerle tutte senza saperlo.
Gaia, il pianeta intelligente dei romanzi della Fondazione, adotta una legge simile alla Prima Legge come sua filosofia:
Gaia non può recare danno alla vita, né può permettere che, a causa del suo mancato intervento, la vita riceva danno.
Le leggi non sono considerate assolute dai robot più avanzati. In molte storie, come Circolo vizioso, il potenziale e la gravità di tutte le azioni sono pesati e un robot può infrangere le leggi il meno che può, piuttosto che non fare niente. In un'altra storia, venivano evidenziati i problemi della Prima Legge – ad esempio un robot non poteva funzionare da chirurgo, perché avrebbe causato danni a un umano; né poteva ideare strategie per il football americano, in quanto queste potevano causare infortuni ai giocatori.
Con l'evoluzione dei robot nei racconti, le scappatoie escogitate per scavalcare le Tre Leggi divengono sempre più raffinate. In uno degli ultimi racconti di robot, Che tu te ne prenda cura, il Governo Mondiale intende smantellare la U.S. Robots per varie motivazioni, alcune delle quali parzialmente legate ai difetti delle Tre Leggi. Keith Harriman, direttore della U.S. Robots, utilizza due robot (George Nono e Decimo) per escogitare uno stratagemma di salvataggio dell'azienda. Questa coppia di robot estremamente sofisticati è dotata delle prime due leggi modificate:
1. Nella Prima viene introdotto un criterio qualitativo, ossia esistono esseri umani migliori di altri (giovani sui vecchi, poliziotti sui criminali), seppur limitato al caso in cui due azioni alternative provochino entrambe danno.
2. La Seconda viene radicalmente riscritta. Prima di ubbidire a un umano il robot dovrà pensare se farlo, non più solo come farlo. Il robot così diventerà più lento, ma anche più efficiente.

I George ideeranno così un piano a lunghissimo termine, creando con i loro ragionamenti una reinterpretazione delle Tre Leggi, attribuendo a loro lo status di "essere umano migliore" (e le leggi non saranno più quelle della Robotica, ma quelle dell'Umanica).
Una parodia delle Tre Leggi venne fatta da Gerald Black (fisico etereo assunto come ricercatore per l'iper-motore) a proposito di Susan Calvin, sottolineando la completa devozione di questo personaggio per i robot positronici:
1. Dovrai proteggere i robot con tutta la tua forza e tutto il tuo cuore e tutta la tua anima.
2. Dovrai considerare sacri gli interessi della US Robots and Mechanical Men Inc., a patto che ciò non interferisca con la Prima Legge.
3. Dovrai dare una distratta attenzione agli esseri umani, a patto che ciò non interferisca con la Prima e la Seconda Legge.[9]

### La Legge Zero
Le Tre Leggi vennero estese con una quarta legge, la Legge Zero, così chiamata per mantenere il fatto che una legge con numero più basso soprassedesse a una con numero maggiore. Venne enunciata da un personaggio di Asimov, R. Daneel Olivaw (R. sta per Robot), nel romanzo I Robot e l'Impero, anche se venne precedentemente menzionata in Conflitto evitabile da Susan Calvin. In I Robot e l'Impero, R. Giskard Reventlov fu il primo robot ad agire in base alla Legge Zero, anche se ciò si rivelò distruttivo per il suo cervello positronico, quando violò la Prima Legge. Daneel, nel corso di molte migliaia di anni, fu in grado di adattarsi e obbedire completamente alla Legge Zero che recita:
0. Un robot non può recare danno all'umanità, né può permettere che, a causa del proprio mancato intervento, l'umanità riceva danno.
Le altre tre leggi vengono modificate di conseguenza:
1. Un robot non può recar danno a un essere umano né può permettere che, a causa del proprio mancato intervento, un essere umano riceva danno. Purché questo non contrasti con la Legge Zero
2. Un robot deve obbedire agli ordini impartiti dagli esseri umani, purché tali ordini non contravvengano alla Legge Zero e alla Prima Legge.
3. Un robot deve proteggere la propria esistenza, purché questa autodifesa non contrasti con la Legge Zero, la Prima Legge e la Seconda Legge.

La legge zero tuttavia risulta essere estremamente complessa rispetto alla programmazione dei cervelli positronici dei robot, poiché postula che sia possibile, in qualche modo e qualche situazione, violare la prima legge della robotica (cioè recare danno a un singolo essere umano) in funzione di un bene più ampio e duraturo dell'intera umanità. In pratica, un robot potrebbe uccidere un essere umano, in aperta violazione alla prima legge, commettendo un danno effettivo e certo, a fronte di un ipotetico e incerto bene per l'umanità. La contraddizione è al centro del finale del romanzo I robot e l'Impero, poiché proprio il robot R. Giskard Reventlov sceglierà di permettere che un intero pianeta, la Terra, sia condannato a una lentissima agonia nucleare, insieme a tutti i suoi abitanti, per spingere l'intera umanità ad abbandonare il grembo del pianeta madre e colonizzare l'intero universo. Il suo cervello positronico ne sarà danneggiato irrimediabilmente.

## Ispirazioni successive
Una trilogia ambientata nell'universo immaginario di Asimov, venne scritta negli anni novanta da Roger MacBride Allen (Il Calibano di Asimov, L'inferno di Asimov e L'utopia di Asimov). In questa trilogia viene introdotto un nuovo insieme di leggi, le quali vennero concepite dall'autore durante una discussione con lo stesso Asimov. Nella trilogia di MacBride Allen, gli scienziati di Inferno crearono robot dotati di un nuovo insieme di leggi. Tali leggi non richiedevano più di servire gli umani, ma programmavano i robot a cercare una loro ragion d'essere, e anche se non potevano nuocere agli umani, non avevano l'obbligo di prevenire i danni. Questa mancanza rispetto alla Prima Legge originaria permette al capo dei robot soggetti alle nuove leggi robotiche, Prospero, di progettare l'assassinio perfetto. Calibano, altro personaggio robotico di questa trilogia, è l'unico robot ad essere programmato senza essere soggetto ad alcuna legge.
Un racconto breve parodistico di John Sladek, firmato con lo pseudonimo di "I-Click As-I-Move" e intitolato Forza bruta (Broot Force, 1972), riguarda un gruppo di robot in stile Asimov, le cui azioni sono limitate dalle "Tre Leggi di Robish", che sono "coincidentalmente" identiche alle leggi di Asimov. I robot, nel racconto di Sladek, pur rispettando alla lettera le Tre Leggi, hanno comportamenti che portano a risultati sanguinari perché la loro concezione della realtà è in qualche modo errata. Per esempio, uno dei robot rifiuta di obbedire agli esseri umani perché si considera un essere umano e un altro uccide gli umani perché crede che siano robot e cerca di smontarli per revisionarli.
Nella serie Robot City scritta da giovani esordienti del mondo della fantascienza sotto la consulenza di Asimov, vengono postulate le tre leggi dell'umanica. Queste leggi, create da particolari Robot autoprodotti, sono basate su dirette speculazioni delle loro controparti robotiche.
Alla Legge Zero, e ai racconti di Asimov, si ispira il film del 2004 Io, Robot (I, Robot) di Alex Proyas.

## Le leggi e il mondo reale
Nel mondo reale, le leggi sono attualmente difficili, se non impossibili da implementare: occorreranno ancora significativi progressi nel campo dell'intelligenza artificiale per far sì che i robot le possano comprendere. Inoltre, siccome i militari sono una delle maggiori fonti di finanziamento per la ricerca robotica, è improbabile che tali leggi vengano applicate (almeno nei robot da guerra).
Roger Clarke scrisse un paio di documenti analizzando le complicazioni dell'implementazione di queste leggi, se i sistemi fossero in qualche modo in grado di impiegarle. Egli sostenne che "Le leggi della robotica di Asimov sono state uno strumento letterario di successo. Forse ironicamente, o forse perché era artisticamente appropriato, la somma delle storie di Asimov confutano la tesi con cui iniziò: Non è possibile limitare con certezza il comportamento dei robot, inventando ed applicando un insieme di regole."